# A Momentary Lapse of Reason
A Momentary Lapse of Reason er det trettende studiealbum af det engelske progressive rockgruppe Pink Floyd. Albummet blev udgivet i Storbritannien og USA i september 1987. I 1985 begyndte guitaristen David Gilmour at samle en gruppe musikere til at arbejde på sit tredje soloalbum. I 1986 ændrede han dog mening og besluttede af det nye materiale skulle på et nyt Pink Floyd-album i stedet. Senere blev keyboardspilleren fra Pink Floyd Richard Wright (som forlod gruppen i 1979) og trommeslageren Nick Mason deltagere i projektet. Trods Richard Wright ikke kunne blive genoptaget i bandet af juridiske årsager, hjalp han og Mason Gilmour med at skabe, hvad der ville blive det første Pink Floyd-album, siden sangskriver og basguitarist Roger Waters forlod bandet i december 1985.
Albummet var hovedsageligt indspillet på Gilmours ombyggede husbåd, Astoria. Produktionen blev påvirket af den vedvarende juridiske strid mellem Waters og bandet, eftersom Waters ejede rettighederne til Pink Floyd-navnet, som ikke blev løst før et par måneder efter albummets udgivelse. I modsætning til de fleste andre Pink Floyd-album har A Momentary Lapse of Reason intet centralt tema og er i stedet en samling af rocksange hovedsageligt skrevet af Gilmour og musikeren Anthony Moore. Selvom albummet modtog meget blandede anmeldelser og blev hånt af Waters, solgte det hurtigt mere end bandets tidligere album The Final Cut takket været en enormt succesfuld verdensturné. A Momentary Lapse of Reason er blevet tildelt multi-platin i USA.

## Baggrund
Efter udgivelsen af deres album fra 1983 The Final Cut (af nogle anset for at være et de facto Roger Waters soloalbum), arbejdede de tre medlemmer af Pink Floyd på individuelle soloprojekter. I 1984 udtrykte guitaristen David Gilmour sine følelser om sit forhold til bassisten Waters på sit andet soloalbum, About Face. Han blev færdig med at turnere for at støtte About Face, lige da Waters begyndte at rejse med sit nye soloalbum, The Pros and Cons of Hitch Hiking. Selvom begge musikere havde hyret en række succesfulde kunstnere til at støtte dem, heriblandt – i Waters' tilfælde – Eric Clapton, opdagede de, at deres fans fandt fristelsen af et solonavn noget mindre lokkende end navnet Pink Floyd. Dårlige billetsalg tvang Gilmour til at aflyse flere spilledatoer, og kritikeren David Fricke kommenterede at Waters' show var "et vrantent ekko, et gennemsigtigt forsøg på at bevise at Roger Waters var Pink Floyd". Efter en seks måneders pause, vendte Waters i marts 1985 tilbage til USA med en anden turné. Det gjorde han uden støtte fra CBS Records, som ikke lagde skjul på det faktum, at det de virkelig ville have var en nyt Pink Floyd-album. Waters svarede igen ved at kalde selskabet "en maskine".
Samtidigt, efter trommeslageren Nick Mason overværede en af Waters' optrædener i London 1985, indrømmede han, at han savnede at turnere under Pink Floyd banneret. Hans besøg i august det år faldt sammen med udgivelsen af hans andet soloalbum Profiles. Albummet bestod af den nominale single "Lie for a Lie", hvorpå Gilmour sang. Med deres delte kærlighed til at flyve tog de begge flyvelektioner og ville senere sammen købe en de Havilland Devon flyvemaskine. Gilmour beskæftigede sig også med andre projekter, heriblandt en optræden med Bryan Ferry ved Live Aid koncerten i 1985. Han producerede også The Dream Academys debutalbum af samme navn.
Waters havde antydet sin fremtid i et interview til Rolling Stone i 1982, hvor han sagde: "Jeg kunne sagtens arbejde sammen med en anden trommeslager og keyboardspiller, og det kommer jeg højst sandsynligt også til på et tidspunkt", men i december 1985 offentliggjorde han, at han havde forladt bandet, og at han mente at Pink Floyd var en “opbrugt ressource”. Gilmour så anderledes på tingene; guitaristen nægtede at lade Pink Floyd svinde ind i historien, og havde hensigter om at fortsætte med bandet: "Jeg sagde til ham (Waters) før han gik, 'hvis du går, fortsætter vi. Jeg siger det lige ud, så fortsætter vi.'" Waters' advarsel var skarp: "I vil fucking aldrig kunne gøre det." Han havde skrevet til EMI og Columbia for at erklære sine hensigter om at forlade bandet, og bad dem løsrive ham fra sine kontraktmæssige obligationer. Han havde også skaffet sig af med Steve O'Rourke som manager, og hyret Peter Rudge til at tage sig af sine anliggender. Dette efterlod Gilmour og Mason (fra deres synspunkt) tilbage med Pink Floyd-navnet.

## Spor
Alt vokal er sunget af David Gilmour bortset fra "Signs of Life", hvor Nick Mason laver talt vokal.
| 1.    | "Signs of Life" (instrumental, med talt vokal af Nick Mason) | Gilmour, Ezrin               | 4:24 |
| 2.    | "Learning to Fly"                                            | Gilmour, Moore, Ezrin, Carin | 4:53 |
| 3.    | "The Dogs of War"                                            | Gilmour, Moore               | 6:05 |
| 4.    | "One Slip"                                                   | Gilmour, Manzanera           | 5:10 |
| 5.    | "On the Turning Away"                                        | Gilmour, Moore               | 5:42 |
| 6.    | "Yet Another Movie / Round and Around" (instrumental)        | Gilmour, Leonard / Gilmour   | 7:28 |
| 7.    | "A New Machine (del 1)"                                      | Gilmour                      | 1:46 |
| 8.    | "Terminal Frost" (instrumental)                              | Gilmour                      | 6:17 |
| 9.    | "A New Machine (del 2)"                                      | Gilmour                      | 0:38 |
| 10.   | "Sorrow"                                                     | Gilmour                      | 8:46 |
| 51:14 |                                                              |                              |      |

## Ophavsmændene
| Pink Floyd - David Gilmour – forsanger, guitarer, keyboard, sequencer - Nick Mason – trommer, perkussion, trommemaskine, lydeffekter Produktion - Bob Ezrin – producer - David Gilmour – producer - Andrew Jackson – lydtekniker, mixing - James Guthrie – yderligere re-mixing | Yderligere musikere - Richard Wright – keyboard, baggrundsvokal - Bob Ezrin – keyboard, perkussion, sequencer - Tony Levin – basguitar, Chapman stick - Jim Keltner – perkussion - Steve Forman – perkussion - Jon Carin – keyboard - Tom Scott – altsaxofon, sopransaxofon - Scott Page – tenorsaxofon - Carmine Appice – trommer - Patrick Leonard – synthesiser - Bill Payne – hammondorgel - Michael Landau – guitar - John Helliwell – saxofon (nævnt som "John Halliwell") - Darlene Koldenhaven – baggrundsvokal - Carmen Twillie – baggrundsvokal - Phyllis St. James – baggrundsvokal - Donnie Gerrard – baggrundsvokal |